# I-Chu
I-Chu (jap. アイ★チュウ, Ai★Chū) ist ein japanisches Computerspiel-Franchise, zu dem 2021 eine Anime-Fernsehserie erschien. Die Rhythmus-Dating-Sim dreht sich um Schüler an einer Akademie für angehende Musik-Idols, ebenso die Geschichte der Adaption.

## Inhalt und Spielmechanik
Die Spiele und die Animeserie erzählen von der Étoile-Vie-Schule, einer Akademie für angehende Musik-Stars, und den Schülern, die hier ihre Laufbahn beginnen. Dafür werden die Schüler in mehrere, unterschiedliche Gruppen eingeteilt. Manche von ihnen waren schon zuvor in diesen Gruppen aktiv, die nun an der Schule weiterleben. Der Spieler des Handyspiels trainiert in der Rolle als Lehrer und Produzent die Gruppen nach Art einer Datingsim. Auf Grund des Themas sind Elemente eines Rhythmusspiels integriert.
Im Zentrum der Animeserie steht die Gruppe Fyre Fenix, bestehend aus dem lebhaften Seiya, dem ernsten und erwachsenen Akira und dem jungen und schüchternen Kanata. Sie haben sich an der Schule erst kennengelernt, freunden sich aber rasch an. Dennoch haben sie einige Hürden zu überwinden, ehe sie ihre gemeinsame Arbeit als Idol und die von der Schule gestellten Aufgaben meistern können. Die Aufgaben stellt Schulleiter Kuma, stets als Bär verkleidet und mit aufwändig inszeniertem Auftritt. Dabei werden sie von Produzentin Yuzuki Asahina und den Mitgliedern der anderen Gruppen in ihrer Klassenstufe unterstützt.

## Veröffentlichung der Spiele
Das von Liber Entertainment entwickelte und vertriebene Spiel erschien am 26. Juni 2015 für Android, am 3. Juli 2015 für iOS. Am 6. Juli 2020 wurde der Online-Betrieb des Spiels eingestellt, zuvor jedoch der weitere Offline-Betrieb durch ein Update ermöglicht. Zuvor war bereits am 30. April 2020 bei Liber Entertainment das Nachfolgespiel erschienen: I-Chu Étoile Stage wurde ebenfalls für iOS und Android angeboten.

## Bühnenadaptionen
Zu den Spielen wurden mehrere Bühnenstücke aufgeführt. Das erste mit dem Titel I-Chu the Stage: Stairway to Etoile wurde vom 25. bis 27. August 2017 in Osaka und von 6 bis 10. September 2017 in Tokio aufgeführt. Weitere Aufführungen folgten 2018. Das Stück I-Chu the Stage: Rose Ecarlate lief vom 21. bis 29. April 2019 in Tokio und vom 10. bis 12. Mai 2019 in Osaka. Mit I-Chu the Stage: Rose Ecarlate Deux wurde von 10. bis 15. Oktober 2019 in Tokio ein weiteres Theaterstück zu I-Chu aufgeführt.

## Animeserie
Ende 2019 wurde eine Adaption des Spiels als Animeserie angekündigt. Die Serie entstand bei Studio Lay-duce nach einem Konzept von Yoshimi Narita. Regie führte Hitoshi Nanba und das Charakterdesign entwarf Mina Ōsawa. Die 12 Folgen wurden vom 6. Januar bis 24. März 2021 von Tokyo MX und BS11 in Japan ausgestrahlt. Parallel dazu fand eine internationale Veröffentlichung per Streaming über die Plattform Crunchyroll statt, unter anderem mit deutschen, englische, portugiesischen und spanischen Untertiteln.

### Synchronisation
| Rolle            | japanische Sprecher (Seiyū) |
| ---------------- | --------------------------- |
| Seiya Aido       | Kenn                        |
| Akira Mitsurugi  | Toshiyuki Toyonaga          |
| Kanata Minato    | Yūichi Iguchi               |
| Yuzuki Asahina   | Megumi Toyoguchi            |
| Schulleiter Kuma | Akio Ōtsuka                 |

### Musik
Komponist der Filmmusik war Yoshiaki Dewa. Das Opening der ersten Folge wurde unterlegt mit dem Lied Ichibanboshi no Uta ~Mirai no Legend Densetsu~ von I Chu, ab Folge 2 dann mit Rainbow☆Harmony von I Chu Leaders. Das Abspannlied ist Singing! Swinging!, ebenfalls gesungen von I Chu Leaders. Während der Episoden werden folgende Lieder der in der Geschichte auftretenden Gruppen eingespielt:
- Bokura no Oto von I♥B
- Close to Me!!! von Pop'N Star
- Dance All Right!!! von ArS
- DARK PROPHECY von Re:Berserk
- Eien Travelers ~Hikari no Ashita e~ von Twinkle Bell
- Flower of life von Lancelot
- Jewelry Dust von F∞F
- Joker Dream von Pop'N Star